# Juventus Futebol Clube
Juventus Futebol Clube é uma agremiação esportiva da cidade do Rio de Janeiro, fundada a 11 de agosto de 2006.

## História

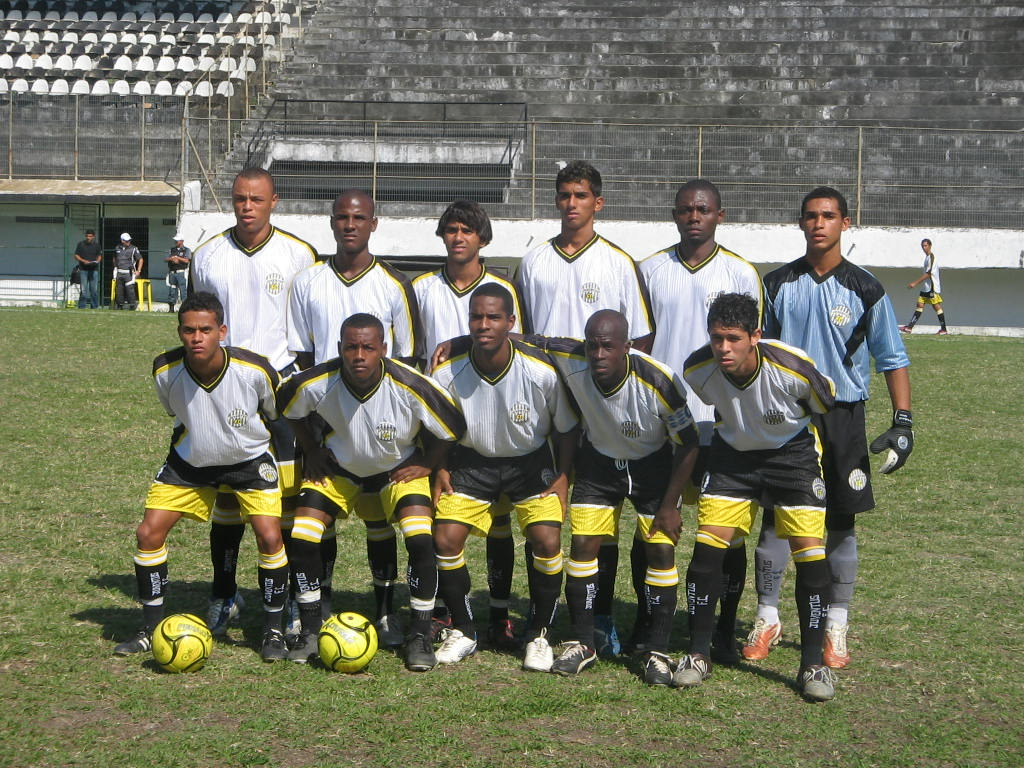
Equipe do Juventus em 2007

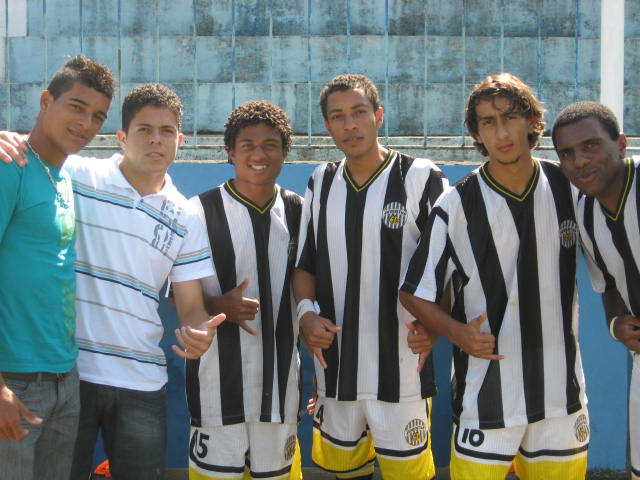
equipe vice-campeã em 2011

Estréia no profissionalismo, em 2006, quando disputa a Terceira Divisão de Profissionais do Rio de Janeiro. A agremiação se classifica na primeira fase em segundo em seu grupo, atrás somente do União Central Futebol Clube e à frente dos eliminados União de Marechal Hermes Futebol Clube e Futuro Bem Próximo Atlético Clube. Na segunda fase, é eliminado em jogos de ida e volta pelo Sampaio Corrêa Futebol e Esporte.
Em 2007, disputou novamente a Série C do Carioca de 2007, mas é eliminado na primeira fase ao ficar em quinto em seu grupo, que classificou Campo Grande Atlético Clube, Semeando Cidadania Futebol Clube e Atlético Clube Diana, ficando ainda o eliminado Deportivo La Coruña Brasil Futebol Clube em quarto, e Atlético Rio Futebol Clube em último.
Em 2008, se licencia das competições organizadas pela FFERJ.
Em 2009, disputou novamente a Série C classificando-se na primeira fase em seu grupo ao ficar em terceiro lugar, atrás do Bela Vista Futebol Clube e Santa Cruz Futebol Clube. Na segunda fase é eliminado ao ficar em último na sua chave, que classificou Fênix 2005 Futebol Clube e União Central Futebol Clube para a terceira fase.
Em 2011, disputou novamente a Série C classificando-se na primeira fase em seu grupo ao ficar em segundo lugar, atrás da Associação Desportiva Itaboraí. Na segunda fase classificou-se em segundo lugar, atrás do Goytacaz Futebol Clube. Na terceira fase classificou-se em segundo lugar, atrás do América Futebol Clube. Na fase final ganhou a disputa por uma vaga na final contra a equipe Associação Atlética Carapebus, na final disputou o título contra o Goytacaz Futebol Clube para o qual perdeu, mas conseguiu o título de vice-campeão e uma vaga no Série B do Carioca de 2012.
Em 2012, na série B do Carioca, o clube foi 18o colocado, entre 22 participantes, permanecendo na categoria, mas foi novamente rebaixado no ano seguinte, quando foi o último colocado, entre 19 participantes, sem jogar, embora inscrito. Após, voltou a disputar o estadual apenas em 2015, na série C (3a divisão), terminando em 4o lugar no grupo A, com 6 vitórias, 2 empates e 6 derrotas; já em 2016, o clube conquistou o 1o turno da série C, classificando-se para os playoffs, ficando porem na fase semifinal, derrotado pelo Serramacaense, permanecendo na 3a divisão, o que voltou a ocorrer em 2017, desta vez ao terminar o campeonato da agora denominada série B2 (ainda 3a divisão) em 9o lugar, com 12 vitórias, 4 empates e 3 derrotas.
No ano seguinte, em 2018, ainda na mesma série B2, o Juventus novamente se classificou em 9o lugar, com campanha discreta. Em 2019, o clube foi mais uma vez, o último colocado da B2 (16o), sendo rebaixado para a série C; sem disputar o campeonato em 2020, o Juventus reapareceu na série C, agora a 5a divisão, se classificando apenas em 8o colocado, entre 17 equipes, com 8 vitórias, 1 empate e 7 derrotas.
Há planos para uma futura praça de esportes que ficará no bairro de Campo Grande, zona oeste da cidade do Rio de Janeiro.
A exemplo do seu homônimo italiano, tem as cores branca, amarela e preta além de um logotipo muito semelhante.
Foi um dos clubes que disputou a Liga dos Campeões do Globo Esporte, na qual se disputava com times do Rio homônimos de times europeus e sendo o primeiro campeão dessa versão.

## Títulos
| Estaduais | Estaduais                                   | Estaduais | Estaduais  |
|           | Competição                                  | Títulos   | Temporadas |
| --------- | ------------------------------------------- | --------- | ---------- |
|           | 1° turno do Campeonato Carioca - 3° divisão | 1         | 2016       |

### Outros Torneios
- Liga dos Campeões do Globo Esporte: 1

(2011)

### Campanhas de destaque
- Vice-campeão Carioca da Terceira Divisão: 1

(2011)

## Campanhas do Juventus
| Ano  | Posição | Campeonato                         |
| ---- | ------- | ---------------------------------- |
| 2011 | 1°      | Liga dos Campeões do Globo Esporte |
| 2011 | 2º      | Terceira Divisão Carioca           |
| 2010 | 12º     | Terceira Divisão Carioca           |
| 2009 | 16º     | Terceira Divisão Carioca           |
| 2007 | 20º     | Terceira Divisão Carioca           |
| 2006 | 14º     | Terceira Divisão Carioca           |

## Estatísticas

### Participações
|  | Participações em 2025 |

| Competição     | Competição          | Temporadas | Melhor campanha     | Estreia | Última | P | R |
| Rio de Janeiro | Série A2 do Carioca | 2          | 18º colocado (2012) | 2012    | 2013   | – | – |
| Rio de Janeiro | Série B1 do Carioca | 8          | Vice-campeão (2011) | 2006    | 2019   | 1 | 1 |
| Rio de Janeiro | Série C do Carioca  | 1          | A disputar (2025)   | 2025    | 2025   | – |   |